# Desa Sawahan (administrativ by i Indonesien, Jawa Tengah, lat -7,66, long 110,72)
Desa Sawahan är en administrativ by i Indonesien.   Den ligger i provinsen Jawa Tengah, i den västra delen av landet, 500 km öster om huvudstaden Jakarta.